# Émile Ollivier
Olivier Émile Ollivier (Marsiglia, 2 luglio 1825 – Saint-Gervais-les-Bains, 20 agosto 1913) è stato un politico, scrittore e pittore francese.

## Biografia
Trascorse un lungo periodo a Firenze, col padre Démosthène, che era stato espulso dalla Francia per essersi opposto al colpo di Stato del 1851. Avvocato, si occupò di processi politici e fu eletto deputato nel 1857 ed entrò nel Gruppo dei Cinque che si opponevano alla politica di Napoleone III, sostenendo una trasformazione più liberale del regime imperiale. Pubblicò Démocratie et liberté (1867) e Le 19 février (1868). È stato il Primo ministro della Francia e ministro di Grazie e Giustizia, dal 2 gennaio al 9 agosto 1870, con l'incarico di elaborare una nuova Costituzione, che fu ratificata col Plebiscito dell'8 maggio 1870.
Si ritirò in Italia, dopo la sconfitta della Francia e tornò in Patria nel 1873, dedicandosi alla scrittura di opere di carattere politico e memorialistico. Pubblicò L'Église et l'État au Concile du Vatican (1879), Le Pape est-il libre à Rome? (1882), 1789 et 1889 (1889), Solutions politiques et sociales (1894). Raccolse studi, articoli e ricordi in 17 volumi, che costituiscono l'Impero liberale (1891-1901). Fece parte dell'Académie française dal 1870.